# Ove Hansen
Ove Henry Hansen (* 24. September 1909 in Slagelse; † 5. Mai 1997) war ein dänischer Politiker der Socialdemokraterne, der unter anderem zwischen 1953 und 1973 und erneut von 1975 bis 1977 Mitglied der Folketing, des dänischen Parlaments, sowie zwischen 1967 und 1968 in der Regierung Krag II Handelsminister und Minister für nordische Angelegenheiten war. Er war zudem von 1971 bis 1974 Mitglied der Parlamentarischen Versammlung des Europarates sowie zwischen 1976 und 1977 Mitglied des Europäischen Parlamentes.

## Leben
Ove Henry Hansen, Sohn des Bahnhofsvorstehers Henrik Hansen (1863–1939) und von Anna Marie Hansen (1874–1945), begann nach dem Besuch der Domschule in Roskilde, der Sekundarschule in Ballerup und dem Præliminæreksamen 1926 eine kaufmännische Berufsausbildung und war von 1927 bis 1947 als Büroassistent für das US-amerikanische Erdölunternehmen Gulf Oil tätig. Während dieser Zeit erwarb er 1931 das Handelsskoleeksamen und begann Mitte der 1930er Jahre sein politisches Engagement für die Socialdemokraterne. Er war zwischen 1934 und 1945 Vorsitzender der Sozialdemokraten in Ballerup und besuchte mit einem Stipendium seiner Partei 1935 die Nordische Volkshochschule in Genf. 1937 wurde er Mitglied des Gemeinderates der Ballerup Kommune und wurde 1942 als Sognerådsformænd dessen Vorsitzender. Nach Auflösung dieser Funktion wurde er 1952 erster Bürgermeister von Ballerup und bekleidete dieses Amt bis zu seiner Ablösung durch Kaj Henning Bedey Burchardt 1967. Während dieser Zeit wurde er 1952 auch Mitglied im Ausschuss für einen Generalplan zur Abwasserbeseitigung sowie 1958 der Kommission für Stadtrecht.
Am 21. April 1953 wurde Hansen für die Sozialdemokraten erstmals Mitglied der Folketing, des dänischen Parlaments, und vertrat in dieser bis zum 21. September 1971 den Wahlkreis „Københavns Amtskreds“. Zugleich war er für das Folketing zwischen dem 24. April und dem 25. September 1967 und erneut vom 6. Mai 1968 bis zum 10. Mai 1971 zunächst stellvertretendes Mitglied sowie im Anschluss zwischen dem 10. Mai 1971 und dem 21. Januar 1974 Mitglied der Parlamentarischen Versammlung des Europarates. 1967 war er Mitglied der Kommission zur Reform der lokalen Regierung und übernahm am 2. Oktober 1967 als Nachfolger von Tyge Dahlgaard in der Regierung Krag II die Ämter als Handelsminister (Handelsminister) sowie als Minister für nordische Angelegenheiten (Minister for nordiske anliggender) und bekleidete diese bis zum 2. Februar 1968.
Nach dem Mandatsverzicht von Børge Juel-Hansen wurde Ove Hansen als dessen Nachrücker am 20. Oktober 1971 wieder Mitglied der Folketing und vertrat in dieser nunmehr bis zum 4. Dezember 1973 sowie erneut zwischen dem 9. Januar 1975 und dem 15. Februar 1977 den Wahlkreis „Roskilde Amtskreds“. Während dieser Zeit war er von 1975 bis 1977 Vorsitzender des Folketingausschusses für Kommunalverwaltung. Des Weiteren war zwischen 1976 und 1977 als Vertreter der Folketing Mitglied des Europäischen Parlamentes.
Ove Hansen war zwei Mal verheiratet und heiratete am 14. November 1943 erster Ehe die Angestellte Agnethe Johanne Korsholm (1919–1951), Tochter des Maschinisten Aksel Robert Korsholm (1895–1946) und von Ella Marie Kirstine Hansen (1896–1968). Am 27. Oktober 1956 heiratete er in zweiter Ehe die  Handelslehrerin Lis Eyermann-Petersen (1924–2010), Tochter des Kunsthändlers Svend Eyermann-Petersen (1895–1970) und von Helvig Eyermann-Petersen (1894–?).

## Veröffentlichungen
- Kommunalkundskab, 1947, Neuauflagen 1954 und 1966 (Herausgeber)
- Den tekniske forvaltning, 1970